# Chamaecytisus albidus
Chamaecytisus albidus là một loài thực vật có hoa trong họ Đậu. Loài này được (DC.) Rothm. miêu tả khoa học đầu tiên năm 1944.